# Islands of Fleet

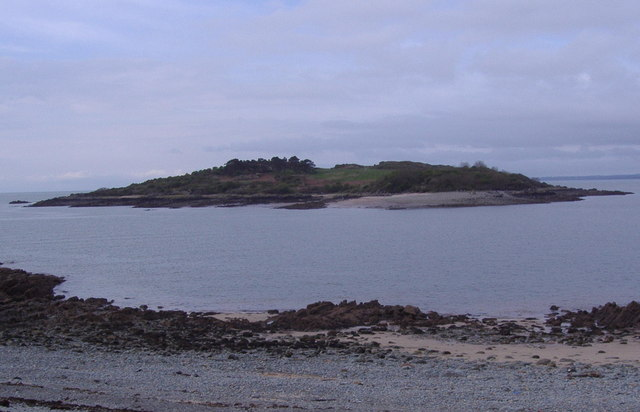
Ardwall vom Strand gesehen

Die Islands of Fleet sind eine Gruppe kleiner unbewohnter Inseln vor dem Weiler Knockbrex in Dumfries and Galloway in Schottland. Sie befinden sich in der Fleet Bay, einem Teil der Wigtown Bay und des Solway Firth im Norden der Irischen See.
Es gibt drei Hauptinseln.
- Ardwall Island (Ard Bhaile – Hochstadt), die größte der drei Inseln, ist etwa 22 Hektar groß und bis zu 34 m hoch. Auf ihr befinden sich ein Cairn, die Überreste einer Kapelle und dem Brandungspfeiler „Old Man of Fleet“.
- Barlocco Island ist etwa 10 Hektar groß und bis zu 10 m hoch, mit den „Three Brethren“.
- Murray Isles ist die nordwestlichste der Inseln, etwa einen Hektar groß und bis zu 5 m hoch und im Besitz des National Trust for Scotland,[1]  mit dem kleinen Stein „Horse Mark“.

## Ardwall Ausgrabung
Die Ausgrabungen in den Jahren 1964–65 auf Ardwall ergaben Belege für eine Folge von Nutzungen, beginnend mit einem Gräberfeld aus dem 5. oder 6. Jahrhundert, dem um 600 ein Schrein irischen Charakters hinzugefügt wurde. Mitte des 7. Jahrhunderts wurde ein Holzoratorium beigefügt, wobei der Plattenschrein ignoriert wurde und jüngere Bestattungen nach der neuen Struktur ausgerichtet wurden. Das Oratorium wurde um 700 durch eine Steinkapelle ersetzt, auf deren Achse die neuen Bestattungen ausgerichtet wurden. Die Kapelle scheint eher irisch als nordumbrisch zu sein. Als sie nicht mehr für den Gottesdienst verwendet wurde und teilweise zusammengebrochen war, wurden bis zum 11. Jahrhundert Bestattungen inner- und außerhalb der Ruine vorgenommen.
Möglicherweise war das Gelände bereits während der Phase der Holzkonstruktion von einem Wall umgeben und enthielt eventuell kleine Zellen, die wahrscheinlich zu einem eremitischen Kloster gehörten, das den Orten Gatehouse of Fleet und Borgue diente. Als Nächstes wurde an der Stelle ein Hallenhaus errichtet, das zwischen 1250 und 1350 existierte, gefolgt von einem Turm, der zwischen 1780 und 1800 errichtet wurde. Der Standort liegt am nordöstlichen Rand der Insel und besteht aus einer ovalen Fläche von etwa 160 × 100 m, die vom Meer umgeben ist. Der frühchristliche Zugang scheint ein kleines Stück südlich von der Lücke entfernt gewesen zu sein, wo der Weg vom Strand heute unter dem Schafdeich liegt. Die Steinkapelle liegt fast genau Ost-West orientiert und misst etwa 20 × 11,5 m mit 0,8 m dicken Wänden.
Während der Ausgrabung wurden zahlreiche Kreuzplatten und Kreuzsteine aus dem 8. bis 11. Jahrhundert sowie kleine Stücke aus Glas, Knochen, Metall und Stein gefunden. Alle Funde wurden dem Dumfries Museum übergeben.
Ardwall Isle und Barlocco Isle sind zwei von 43 Gezeiteninseln, die vom britischen Festland aus, und zwei von 17, die vom schottischen Festland aus zu Fuß erreichbar sind.